# Apsolutna magnituda
U astronomiji, apsolutna magnituda je  prividna magnituda, m, koju bi astronomski objekt imao da je na nekoj dogovorenoj standardnoj udaljenosti. Apsolutna magnituda omogućuje da se međusobno usporedi pravi sjaj različitih objekata neovisno o tome koliko su udaljeni.
Apsolutna magnituda koristi isti princio kao i prividna magnituda - razlika u sjaju od jedne magnitude znači omjer sjaja od ~2.512 (=100,4). Također, kao i prividna magnituda i apsolutna je magnituda broj koji ima to manju vrijednost što je objekt sjajniji, a to veću vrijednost što je objekt slabijega sjaja. Razlika u sjaju od 5 magnituda znači omjer u sjaju od točno 100. Mliječni Put, na primjer, ima apsolutnu magnitudu od oko -20,5, što znači da je kvazar s apsolutnom magnitudom od -25,5 točno 100 puta sjajniji od naše galaksije. Kad bi naša galaktika i taj kvazar bili jednako udaljeni od Zemlje, kvazar bismo na nebu vidjeli 100 puta sjajniji.

## Apsolutna magnituda za zvijezde i galaktike (M)
Apsolutna magnituda, M, zvijezde ili galaktike je prividna magnituda koju bi imale da su 10 parseka udaljene; apsolutna magnituda planeta (ili drugog tijela Sunčevog sustava) je prividna magnituda koju bi imalo da je 1 astronomsku jedinicu udaljeno i od Sunca i od Zemlje. Apsolutna magnituda Sunca je +4,83 u V traci (žuta) i +5,48 u B traci (plava).

## Apsolutna magnituda za planete (H)
Za planete, komete, asteroide i druga tijela Sunčevog sustava, definicija apsolutne magnitude je nešto drukčija nego za tijela dubokog svemira. Razlika je, zapravo, jedino u standardnoj udaljenosti za koju se računa prividni sjaj objekta.
Za tijela Sunčevog sustava, apsolutna magnituda se definira kao prividna magnituda koju bi objekt imao da se nalazi na udaljenosti od 1 astronomske jedinice (1 AJ) i od Sunca i od Zemlje, pri faznom kutu od 0°.
Za spomenute zadane udaljenosti (1 AJ), Sunce, Zemlja i objekt tvore jednakostraničan trokut, pa fazni kut nikako ne može biti nula, no ovakva je formulacija zgodna za računanje. Fazni kut od 0° znači da se sa Zemlje vidi ona strana nebeskog tijela koja je obasjana Suncem.

### Proračun
Formula za H: (apsolutna magnituda)
{\displaystyle H=m_{Sunce}-5\log _{10}{\frac {{\sqrt {a}}r}{d_{0}}}\!\,}
pri čemu je:
- {\displaystyle m_{Sunce}\!\,} - prividna magnituda Sunca na udaljenosti od 1 AJ (i iznosi -26,73)
- {\displaystyle a\!\,} - geometrijski albedo tijela (broj između 0 i 1)
- {\displaystyle r\!\,} - promjer tijela
- {\displaystyle d_{0}\!\,} 1 AJ (~149,6 milijuna km).

#### Primjer
Mjesec: 
- {\displaystyle a_{Mjesec}\!\,} = 0,12
- {\displaystyle r_{Mjesec}\!\,} = 3476/2 km = 1738 km

{\displaystyle H_{Mjesec}=m_{Sunce}-5\log _{10}{\frac {{\sqrt {a_{Mjesec}}}r_{Mjesec}}{d_{0}}}=+0,25\!\,}

### Prividna magnituda
Apsolutna magnituda se može koristiti i kod proračuna prividne magnitude tijela u raznim uvjetima.
{\displaystyle m=H+2,5\log _{10}{({\frac {d_{BS}^{2}d_{BO}^{2}}{p(\chi )d_{0}^{4}}})}\!\,}
gdje je 
- {\displaystyle d_{0}\!\,} = 1 AJ
- {\displaystyle \chi \!\,} je fazni kut, kut između pravaca Sunce-tijelo i Sunce-promatrač

Po zakonu cosinusa, slijedi:
{\displaystyle \cos {\chi }={\frac {d_{BO}^{2}+d_{BS}^{2}-d_{OS}^{2}}{2d_{BO}d_{BS}}}\!\,}
{\displaystyle p(\chi )\!\,} je fazni integral  (integriranje reflektirane svjetlosti; broj između 0 do 1)
Primjer:
{\displaystyle p(\chi )={\frac {2}{3}}((1-{\frac {\chi }{\pi }})\cos {\chi }+(1/\pi )\sin {\chi })\!\,}
Difuzna sfera u punoj fazi  reflektira 2/3 svjetla u odnosu na difuzni disk istog promjera
Udaljenosti:
{\displaystyle d_{BO}\!\,} - udaljenost od promatrača do tijela
{\displaystyle d_{BS}\!\,} - udaljenost od Sunca do tijela
{\displaystyle d_{OS}\!\,} - udaljenost od promatrača do Sunca

#### Primjer
Mjesec
{\displaystyle H_{Mjesec}\!\,} = +0,25
{\displaystyle d_{OS}\!\,} = {\displaystyle d_{BS}\!\,} = 1 AJ
{\displaystyle d_{BO}\!\,} = 384,5 Mm = 2,57 mau
Koliko je sjaja pun Mjesec gledan sa Zemlje?
Pun Mjesec: {\displaystyle \chi \!\,} = 0, ({\displaystyle p(\chi )\!\,} ≈ 2/3)
{\displaystyle m_{Mjesec}=0,25+2,5\log _{10}{({\frac {3}{2}}0,00257^{2})}=-12,26\!\,}
(Stvarni podatak: -12,7) Pun Mjesec reflektira 30% više svjetla u punoj fazi nego što to predviđa model savršenog difuznog reflektora
Četvrt (pola Mjeseca obasjano Suncem): {\displaystyle \chi \!\,} = 90°, {\displaystyle p(\chi )\approx {\frac {2}{3\pi }}\!\,} (uz pretpostavku difuznog reflektora)
{\displaystyle m_{Mjesec}=0,25+2,5\log _{10}{({\frac {3\pi }{2}}0,00257^{2})}=-11,02\!\,}
(Stvarni podatak: oko -11.0) Model difuznog reflektora je bolja aproksimacija za manje faze.

## Poveznice
- Hertzsprung-Russellov dijagram - veza između apsolutne magnitude ili luminoziteta i spektralne klase temperature površine.

## Vanjske poveznice
- Sustav magnituda
- O magnitudama zvijezda
- Saznaj magnitudu bilo koje zvijezde uz pomoć SIMBAD-a